# 安樂智大
- 安楽智大

安樂 智大（あんらく ともひろ、1996年11月4日 - ）は、愛媛県松山市出身のプロ野球選手（投手）。右投左打。メキシコシティ・レッドデビルズ所属。
旧字体の「樂」の代わりに新字体の安楽の表記も多い。

## 経歴

### プロ入り前

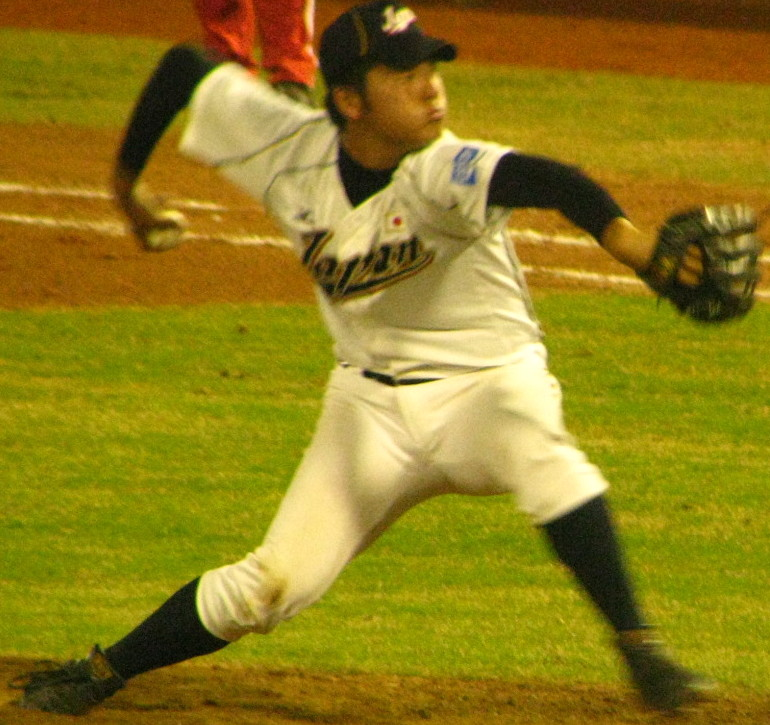
2013年9月6日

愛媛県松山市で出生してから、実父の転勤に伴って高知市へ転居。高須小学校2年生の時に軟式野球チーム「高須ザイオン」で投手として野球を始めた。その後再び松山に移り住み道後小学校3年生から「東雲イーグルス」に、道後中学校時代は「松山クラブボーイズ」に所属した。
済美高等学校では1年生の秋に背番号1を背負った。2年生の時、第85回記念選抜高等学校野球大会では初戦の対広陵戦で2年生の甲子園最速となる152km/hを記録。チームは準優勝し、全5試合への先発登板で、初戦での延長13回完投（投球数232）を含む計46回を投げ奪三振37、被安打44、失点18（自責点12）、防御率2.35を記録した。また、この大会での投球数は772球に上り、それによる疲労、および3回戦の対済々黌戦で打球を受けた右手の症状の悪化により、4月および5月の大会では登板を回避した。第95回全国高等学校野球選手権大会・愛媛大会の準決勝の対川之江戦では自己最速となる157km/hを記録した。全国大会初戦の対三重戦では甲子園最速となる155km/hを記録した。全2試合に先発登板、計19回を投げ奪三振21、被安打22、失点14（自責点13）、防御率6.16だった。大会後、第26回AAA世界野球選手権大会の日本代表に選ばれ、予選1次ラウンドのベネズエラ戦で2安打16奪三振無四球完封勝利を挙げると、2次ラウンドのキューバ戦では8回10奪三振無失点の成績で、大会の最優秀防御率と最高勝率を記録し、ベストナインに相当する「オールスターチーム」の先発投手にも選ばれた。9月17日、秋季愛媛大会・中予地区予選の対松山北戦に先発登板、5回参考記録ながら無安打無得点（1四球）を達成した。9月22日、秋季県大会の1回戦の対西条戦に登板した際に右肘尺骨神経麻痺を起こし、その後投げられない状態が続いた。3か月後にキャッチボールを再開し、主将として迎えた3年生時の練習試合でおよそ7か月ぶりに実戦登板した。第96回全国高等学校野球選手権大会・愛媛大会の1回戦では297日ぶりに公式戦登板、9回5安打7奪三振で完封勝利を収めた。3回戦の対東温戦では148km/hを記録し、9回を投げ11奪三振するも5安打4失点でチームは敗退した。8月初旬、チームの2年生による1年生へのいじめがあったことが発覚。安楽自身は関与していないものの、当時のチームのキャプテンであったこともあり、9月に行われた第10回18Uアジア野球選手権大会の日本代表には選ばれなかった。
2014年10月23日に行われたプロ野球ドラフト会議では、東京ヤクルトスワローズと東北楽天ゴールデンイーグルスから1位指名を受け、抽選の結果楽天が交渉権を獲得。11月23日に契約金1億円、年俸は推定で1200万円という条件で入団に合意した。背番号は20。

### 楽天時代

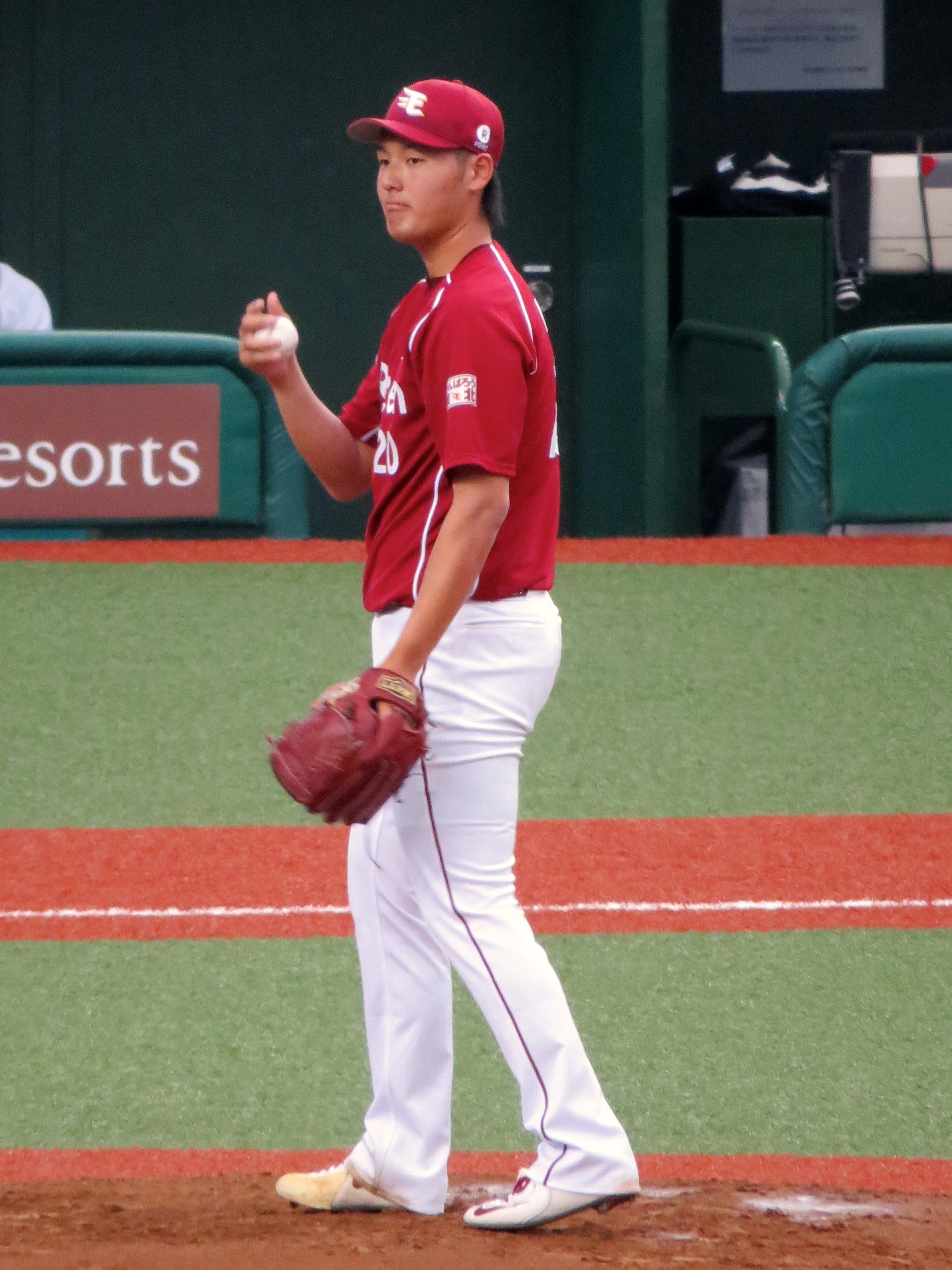
西武プリンスドームにて
（2016年4月23日）

2015年は春季キャンプを一軍で迎えたが、キャンプ途中で二軍に降格し、シーズンの開幕も二軍で迎えた。イースタン・リーグでは、5月2日の横浜DeNAベイスターズ戦の6回表に4番手として公式戦初登板。6月29日の「侍ジャパン大学日本代表 対 NPB選抜」では、当初NPB選抜チームのメンバーに入っていたチームメイトの小野郁が故障したことを受けて、小野の代替選手に選出。先発を予定していた田中英祐も右肘の張りを訴えて出場を辞退したため、急遽先発を任され、1イニングを無失点に抑えた。球団は安楽について、シーズン開幕前の時点で「入団から2年間は二軍で育成する」という育成方針を公表していたものの、二軍では19試合の登板で4勝1敗・防御率2.57という好成績を残したことから、10月5日の福岡ソフトバンクホークス戦でプロ初登板初先発。ストレートの最速は146km/hを計測し、6回2安打5四球4奪三振無失点という内容でプロ初勝利を挙げた。ルーキーイヤーの一軍登板はこの1試合のみであり、オフに現状維持となる推定年俸1200万円で契約を更改した。
2016年は4月23日の埼玉西武ライオンズ戦でシーズン初登板初先発となるも、5回2/3を5失点で勝敗は付かなかった。続く同30日のオリックス・バファローズ戦では6回2失点と力投するも敗戦投手となり、この試合で右手中指のマメを潰したことで翌日に出場選手登録を抹消された。5月28日の北海道日本ハムファイターズ戦で約1か月ぶりの一軍先発登板となったが、6回4失点で敗戦投手。先発としては3試合で0勝2敗・防御率5.60と結果を残せていなかったが、序盤3イニング合計（9イニング）では2安打12奪三振無失点と好投していた。さらに一軍の救援防御率が5.96とリリーフ陣が苦しいチーム事情もあり、交流戦では中継ぎ投手として起用されることが同30日に決定。ただ、3度目のリリーフ登板となった6月8日の東京ヤクルトスワローズ戦では3回1/3を3失点の乱調で翌日に出場選手登録を抹消された。二軍調整中の7月14日に開催されたフレッシュオールスターゲームに選出されており、イースタン・リーグ選抜の7番手として8回裏から登板し、2イニングを無失点に抑えた。8月4日のオリックス戦で先発として一軍へ昇格すると、自己最長の8回を投げ抜き、敗戦投手にはなったものの、4安打2失点と好投。同19日のオリックス戦でも7回4安打無失点と好投し、シーズン初勝利を挙げると、その後も先発として一定の結果を残し、シーズン終了まで先発ローテーションを守った。この年は15試合（12先発）の登板で3勝5敗・防御率3.42を記録。オフの10月12日に第1回WBSC U-23ワールドカップの日本代表に選出されたことが発表され、同大会ではオープニングラウンド第2戦のチャイニーズタイペイ戦に先発し、6回5安打8奪三振3失点。スーパーラウンド進出後の第2戦となったパナマ戦にも先発し、7回まで2失点に抑えていたが、8回裏に野手選択によって勝ち越され、日本代表にとって大会初めての敗北を喫した。ただ、チームはその後優勝を果たし、金メダルを獲得した。11月20日には契約更改交渉を行い、900万円増となる推定年俸2100万円でサインした。
2017年は春先の対外試合からアピールを続け、開幕ローテーション入りを勝ち取ったものの、開幕直前の3月22日の練習中に右太ももを痛め、大腿二頭筋の部分損傷で全治6〜8週間と診断され、長期離脱となった。シーズン初登板初先発は6月14日のヤクルト戦となり、同30日のソフトバンク戦ではシーズン初勝利を挙げた。ただ、リハビリ期間中に取り組んでいた投球フォームの変更が上手くいかず、元のフォームに戻したものの、踏み出す左足がインステップする悪癖に悩まされ、思うような球が投げられていない状態であり、翌7月1日に出場選手登録を抹消された。8月3日の西武戦で先発として一軍へ昇格するも、9月7日の日本ハム戦で3回4安打3四死球2失点と内容で降板したのを最後に先発ローテーションから外れ、その後は1試合にリリーフ登板したのみで同13日に登録抹消。そのまま二軍でシーズンを終え、この年は10試合（9先発）の登板で1勝5敗・防御率4.06という成績であった。オフに100万円減となる推定年俸2000万円で契約を更改した。
2018年は春季キャンプ中に右肩の違和感で別メニュー調整となり、開幕ローテーション入りを逃した。二軍ではイースタン・リーグに登板するなど、実戦での調整が続いたものの、腕を振る怖さが無くなったのは7月後半であった。9月11日のソフトバンク戦でようやくシーズン初登板初先発となったが、6回9安打1四球5失点（自責点4）と打ち込まれ、続く同18日のオリックス戦でも2回5失点と結果を残せず、9月20日に登録抹消。そのまま二軍でシーズンを終え、この年は2試合の登板で0勝2敗・防御率10.13という成績にとどまり、オフに400万円減となる推定年俸1600万円で契約を更改した。
2019年は開幕ローテーション入りこそ逃したものの、開幕戦で先発の岸孝之が左太もも裏の違和感で離脱し、すぐに一軍での先発機会が巡ってきた。しかし、4月28日の千葉ロッテマリーンズ戦で4回途中7失点とノックアウトされ、先発ローテーションを外れると、シーズン初のリリーフ登板となった5月5日の西武戦でも4回2失点と結果を残せず、翌6日に出場選手登録を抹消された。抹消後は二軍でも苦しみ、リリーフとして8月30日に出場選手登録されるも、9月20日に登録抹消。この年は9試合（4先発）の登板で0勝2敗・防御率4.73という成績にとどまり、オフの10月21日に右肘関節鏡視下クリーニング手術を受けた。11月21日には契約更改交渉を行い、200万円減となる推定年俸1400万円でサインした。
2020年は新型コロナウイルスの影響で120試合制の短縮シーズンとなり、開幕も6月に延期となったが、中継ぎとして開幕一軍入りを果たすと、7月16日の西武戦で3年ぶりの白星を挙げ、8月13日の西武戦ではプロ初ホールドを記録した。9月末から1か月ほど出場選手登録を抹消された時期もあったが、この年は27試合全てにリリーフ登板し、1勝0敗5ホールド・防御率3.48を記録。オフに300万円増となる推定年俸1700万円で契約を更改した。
2021年は開幕一軍入りこそ逃したものの、3月27日に福山博之が特例2021で登録を抹消されると、代替指名選手として一軍へ昇格。7回酒居知史・8回宋家豪・9回松井裕樹へ繋ぐ中継ぎとして前半戦は31試合に登板し、14ホールド・防御率1.11を記録。後半戦に入り松井が故障で離脱すると、勝ちパターンで起用されるようになり、10月7日のロッテ戦でプロ初セーブを挙げた。この年は58試合の登板で3勝3敗22ホールド2セーブ・防御率2.08を記録し、オフに2300万円増の推定年俸4000万円で契約を更改した。
2022年は開幕を一軍で迎え、セットアッパーを務めていたが、7月1日のロッテ戦で1/3回を3安打2失点と打ち込まれ、翌2日に出場選手登録を抹消された。7月13日に再登録されたが、不調は続いておりホールド機会は無く、また複数失点を喫する試合が目立ち、8月7日に登録抹消。同20日の再登録後はシーズン終了まで一軍に帯同し、この年は52試合に登板したが、6勝2敗13ホールド1セーブ・防御率4.38と前年に比べて成績を落とした。オフに300万円減となる3700万円で契約を更改した。
2023年は2年連続で開幕一軍入り。前の投手が走者を残した場面での登板が、3・4月は10登板中2試合、5月は8登板中3試合、6月は10登板中4試合とシーズンが進むにつれ、火消しでの起用が増加した。7月17日のロッテ戦でも1点ビハインドの3回裏、一死二・三塁という場面から登板して無失点で切り抜けると、その後も続投して2回2/3を完全投球と好投。直後の6回表にチームが勝ち越し、そのまま勝利したことで安楽にシーズン初勝利が記録された。後半戦も火消しでの起用が多く、この年はシーズンを通して一軍に帯同。57試合の登板で3勝2敗10ホールド、47回1/3を投げて防御率3.04という成績であった。しかし、シーズン終了後にパワーハラスメント加害が表面化し、保留者名簿から外れ、12月1日付で自由契約選手として公示された（詳細後述）。楽天側は、2024年の契約を結ばない方針としている。

### メキシカンリーグ時代
2024年は、2月末からメキシカンリーグに所属するメキシコシティ・レッドデビルズのキャンプに招待選手として参加。その後、3月5日にレッドデビルズと契約したことを発表した。背番号は楽天時代と同じく20となった。同年47試合で1勝2敗4セーブ、防御率3.50の成績で南地区優勝に貢献。オールスターに選出され、登板も果たしている。9月10日、モンテレイ・サルタンズとの優勝決定戦で3勝0敗で迎えた第4戦、4点リードの9回に登板し、2安打を打たれるなど2点を奪われたものの、最後は二死一・三塁のピンチで打者を二飛に打ち取り、胴上げ投手となる。シーズン終了後には、メジャーリーグへの移籍を模索している動きが伝えられた。
2025年もメキシコシティー・レッドデビルズに残留した。この年はチームのクローザーを任され47試合に登板し防御率3.18、リーグ最多の22セーブを記録。前年の最多ホールドに続き2年連続でのタイトルを獲得し、チームのポストシーズン進出に貢献した。

## 選手としての特徴・人物
プロでの最速152km/hの速球と、スライダー、フォークボール、チェンジアップ、カットボール、カーブを使用する。

### 球速の推移
高校2年生時の春の選抜大会の初戦で当時2年生の甲子園最速となる152km/hを記録。夏の甲子園・愛媛大会の準決勝で自己最速となる157km/hを、全国大会初戦では甲子園最速となる155km/hを記録した。右肘負傷後の3年生の夏の最後の試合では、148km/hを記録し、プロ初登板の試合では最速146km/hを記録した。

### 高校時代の投球過多
2年生時の春の選抜大会において、3日連投を含む5試合で通算772球を投げたことについて、国内外で投げすぎ、あるいは登板過多であるとの議論を呼んだ。2試合で計391球を投げた時点でアメリカのメディアは「正気の沙汰ではない球数」と報じた。これに対し自身は、3試合目の準々決勝を投げ終えた時点で「投げすぎという印象はない」と反論している。大会後にはアメリカの野球専門誌「ベースボール・アメリカ」の電子版が、「酷使にあたり、メジャーリーグの投手なら5 - 6週間分に相当する球数」とした。
同年に安楽が、腕を痛めたのは、試合の投球過多だけではないとの証言もある。高校時代に主治医だった整形外科医の坂山憲史によると、痛める直前のある日、済美高校の選手たちが女の子の気を引こうと、ドラムセットを叩いた。安楽も、もの凄い勢いで叩いた。坂山は、「ひょっとしたら肘の痛みは、思春期の活発なホルモンが引き起こした無鉄砲な行為から生じたのかもしれない」と推測した。坂山は、安楽の脊椎のレントゲン写真を分析し、「超一流のスポーツマン、例えばウサイン・ボルトもそうであるように、彼も軽い側弯症があるんだ」とも分析していた。

## 不祥事

### パワーハラスメント加害
2023年11月25日の朝に複数のメディアが安樂のパワーハラスメント加害疑惑を報じた。報道された内容は以下のとおり。
- 「アホ」「バカ」など[130]、日常的な後輩選手への暴言や人格否定[131]
- 後輩選手を食事へ誘う際、1か月先の予定を聞いて何度も参加を強要する行為[132]
- 食事会の参加を断る回数が多い選手には態度を豹変させ[132]、断った日の深夜に執拗に電話をかける[131]・翌日にあいさつを無視する[132]・「罰金」と称して金銭を強要する[133]などの行為
- 球場のロッカールームにて、若手選手を逆立ちさせて身動きが取れない状態にし、ズボンとパンツを脱がせ、露出した陰部に靴下を被せて笑いものにする行為[133]
- 2021年の春季キャンプ中に選手（報道時点で楽天を退団済み）の頭部を平手でたたいた暴力行為[132][注 2]

2023年オフの契約更改交渉の席などで、複数の選手からの告発により実態が表面化。外部の人間が入れないロッカールーム内での行為も多く、表面化することはなかったが、周囲が注意しても安樂は「そんなことはしていない」「あいつだって悪い」などと聞く耳を持たなかったという。
これらの報道を受け、同日午後より予定されていた契約更改交渉の無期限延期と安樂への自宅待機指示を球団が公表し、球団は選手・スタッフら約100人にアンケート調査、安樂へのヒアリングなど事実確認を進めた。NPBへの保留選手名簿提出期限の11月30日に、楽天の球団社長の森井誠之が記者会見を開き、選手やスタッフなど137人にアンケートを採るなどヒアリングを行った結果、直接被害を訴えたのは10人、見たり聞いたりしたのが約40人いたことを明らかにし、暴言や執拗な電話、罰金名目での金銭徴収、逆立ちの強要など報道されていた事象がほぼ事実であることを認めた。平手打ちについて事実が確認できなかったものの、身体的に押したという事実はあったとしている。併せて、保留選手名簿から外し自由契約選手とすることを発表した。自由契約公示後も再契約は可能であるが、森井は2024年シーズンの再契約を行う予定はないと表明している。一方で、森井は「彼の人生の全てを否定するわけではない。所属していた選手なので今後、しっかり見てあげたい」とコメントし、安樂が被害者やファンへの直接謝罪を希望していることから、球団側で安樂本人が自ら謝罪する場を設けるなどのサポートを検討していることも明言された。また、記者から2025年以降の契約について問われた際、森井は「今ここで“0”という発言はできない」としつつも「再契約の意志があるとは思ってほしくない」とも答えている。
この疑惑が表面化して以降、楽天の球団活動の一部にも影響が出ている。
- ショート動画「教えて安樂さん」シリーズを初めとした球団公式YouTubeチャンネルやTikTokアカウントなどに投稿されていた一部動画の削除[141]。
- 11月27日に予定されていた選手会納会、29日の投手会、捕手会、30日の野手会の中止[142]。
- 11月29日に杉の入小学校で予定されていた宮城県塩竈市とのパートナー協定締結式（スポーツ振興と青少年育成を目的とした協定）の延期[注 3]。球団社長の森井誠之が出席予定で、締結式後にはイーグルスアカデミー・コーチの青山浩二による未来塾も実施予定だった[144][注 4]。

2024年3月5日にレッドデビルズと契約した際、代理人を務める弁護士を通じてコメントを発表。コメントの中で安樂は謝罪の弁を述べた以外に、被害を訴えた当該選手を含め後輩選手のことが大好きで自分なりのコミュニケーションのつもりで行為に及んでいたと弁明し、また、報道内容について真実と異なる点がいくつかあることを訴えた。

## 詳細情報

### 年度別投手成績
| 年 度     | 球 団     | 登 板 | 先 発 | 完 投 | 完 封 | 無 四 球 | 勝 利 | 敗 戦 | セ 丨 ブ | ホ 丨 ル ド | 勝 率 | 打 者 | 投 球 回 | 被 安 打 | 被 本 塁 打 | 与 四 球 | 敬 遠 | 与 死 球 | 奪 三 振 | 暴 投 | ボ 丨 ク | 失 点 | 自 責 点 | 防 御 率 | W H I P |
| --------- | --------- | ----- | ----- | ----- | ----- | -------- | ----- | ----- | -------- | ----------- | ----- | ----- | -------- | -------- | ----------- | -------- | ----- | -------- | -------- | ----- | -------- | ----- | -------- | -------- | ------- |
| 2015      | 楽天      | 1     | 1     | 0     | 0     | 0        | 1     | 0     | 0        | 0           | 1.000 | 24    | 6.0      | 2        | 0           | 5        | 0     | 0        | 4        | 0     | 0        | 0     | 0        | 0.00     | 1.17    |
| 2016      | 楽天      | 15    | 12    | 0     | 0     | 0        | 3     | 5     | 0        | 0           | .375  | 349   | 84.1     | 79       | 9           | 22       | 0     | 4        | 64       | 2     | 1        | 33    | 32       | 3.42     | 1.20    |
| 2017      | 楽天      | 10    | 9     | 0     | 0     | 0        | 1     | 5     | 0        | 0           | .167  | 221   | 51.0     | 59       | 7           | 18       | 0     | 4        | 37       | 4     | 0        | 27    | 23       | 4.06     | 1.51    |
| 2018      | 楽天      | 2     | 2     | 0     | 0     | 0        | 0     | 2     | 0        | 0           | .000  | 43    | 8.0      | 14       | 1           | 2        | 0     | 1        | 2        | 0     | 0        | 10    | 9        | 10.13    | 2.00    |
| 2019      | 楽天      | 9     | 4     | 0     | 0     | 0        | 0     | 2     | 0        | 0           | .000  | 137   | 32.1     | 30       | 5           | 11       | 0     | 3        | 19       | 1     | 1        | 22    | 17       | 4.73     | 1.27    |
| 2020      | 楽天      | 27    | 0     | 0     | 0     | 0        | 1     | 0     | 0        | 5           | 1.000 | 131   | 31.0     | 24       | 2           | 17       | 0     | 0        | 30       | 1     | 0        | 12    | 12       | 3.48     | 1.32    |
| 2021      | 楽天      | 58    | 0     | 0     | 0     | 0        | 3     | 3     | 2        | 22          | .500  | 240   | 56.1     | 45       | 4           | 33       | 0     | 2        | 50       | 1     | 0        | 13    | 13       | 2.08     | 1.38    |
| 2022      | 楽天      | 52    | 0     | 0     | 0     | 0        | 6     | 2     | 1        | 13          | .750  | 209   | 49.1     | 51       | 2           | 12       | 0     | 2        | 39       | 3     | 0        | 25    | 24       | 4.38     | 1.28    |
| 2023      | 楽天      | 57    | 0     | 0     | 0     | 0        | 3     | 2     | 0        | 10          | .600  | 214   | 47.1     | 48       | 2           | 18       | 1     | 8        | 32       | 4     | 0        | 16    | 16       | 3.04     | 1.39    |
| 通算：9年 | 通算：9年 | 231   | 28    | 0     | 0     | 0        | 18    | 21    | 3        | 50          | .462  | 1568  | 365.2    | 352      | 32          | 138      | 1     | 24       | 277      | 16    | 2        | 158   | 146      | 3.59     | 1.34    |

- 2023年度シーズン終了時
- 各年度の太字はリーグ最多

### 年度別守備成績
| 年 度 | 球 団 | 投手  | 投手  | 投手  | 投手  | 投手  | 投手     |
| 年 度 | 球 団 | 試 合 | 刺 殺 | 補 殺 | 失 策 | 併 殺 | 守 備 率 |
| ----- | ----- | ----- | ----- | ----- | ----- | ----- | -------- |
| 2015  | 楽天  | 1     | 1     | 0     | 0     | 0     | 1.000    |
| 2016  | 楽天  | 15    | 2     | 11    | 1     | 0     | .929     |
| 2017  | 楽天  | 10    | 1     | 7     | 0     | 2     | 1.000    |
| 2018  | 楽天  | 2     | 0     | 2     | 0     | 0     | 1.000    |
| 2019  | 楽天  | 9     | 1     | 5     | 0     | 0     | 1.000    |
| 2020  | 楽天  | 27    | 0     | 8     | 0     | 1     | 1.000    |
| 2021  | 楽天  | 58    | 2     | 8     | 0     | 0     | 1.000    |
| 2022  | 楽天  | 52    | 3     | 6     | 0     | 0     | 1.000    |
| 2023  | 楽天  | 57    | 0     | 6     | 1     | 0     | .857     |
| 通算  | 通算  | 231   | 10    | 53    | 2     | 3     | .969     |

- 2023年度シーズン終了時

### 記録
初記録
投手記録
- 初登板・初先発登板・初勝利・初先発勝利：2015年10月5日、対福岡ソフトバンクホークス25回戦（楽天Koboスタジアム宮城）、6回無失点[145]
- 初奪三振：同上、2回表に上林誠知から空振り三振[146]
- 初ホールド：2020年8月13日 対埼玉西武ライオンズ8回戦（メットライフドーム）、6回裏に3番手で救援登板、1回無失点
- 初セーブ：2021年10月7日、対千葉ロッテマリーンズ24回戦（ZOZOマリンスタジアム）、9回裏に3番手で救援登板・完了、1回無失点

打撃記録
- 初打席：2017年6月14日、対東京ヤクルトスワローズ2回戦（明治神宮野球場）、由規から三ゴロ

### 背番号
- 20（2015年 - 2023年、2024年 - ）
- 18（2016年WBSC U-23ワールドカップ）

### 登場曲
- 「On Your Side」Superfly（2015年10月 - ）
- 「栄光の架橋」ゆず（2016年 - 2017年）
- 「DOOR〜The Knock Again〜」コブクロ（2017年 - 2018年 ）
- 「君に捧げる応援歌」HIPPY（2019年 - ）

### 代表歴
日本代表
- 2013年AAA世界野球選手権大会日本代表
- 2016 WBSC U-23ワールドカップ 日本代表

その他
- 侍ジャパン大学日本代表 対 NPB選抜（2015年、NPB選抜チーム）